# Полунин, Андрей Викторович
Андре́й Ви́кторович Полу́нин (укр. Андрій Вікторович Полунін; род. 5 марта 1971, Днепропетровск) — украинский футболист, полузащитник. Выступал за сборную Украины.

## Карьера

### Клубная карьера
Футболом начал заниматься в 1981 году, в ДЮСШ «Днепр-75», куда его, третьеклассника, привёл старший брат Владимир. Первым тренером стал Игорь Леонтьевич Ветрогонов. Через четыре года, вместе с наставником перешёл в спортинтернат, там занимался до 1989 года.
После его окончания попал в «Днепр-2», которым тогда руководил Геннадий Жиздик, а тренировал Стрижевский и уже оттуда — в дублирующий состав днепропетровского «Днепра», где отыграл три года. В 1991 году стал чемпионом СССР среди резервистов. После этого успеха, Полунина и других лидеров дубля, перевели в основной состав, который возглавлял Николай Павлов а помощником был Евгений Кучеревский. Успел дебютировать в высшей лиге Чемпионата СССР в октябре 1991 года, в матче с московским «Локомотивом».
В первом же чемпионате независимой Украины, Андрей стал с «Днепром» бронзовым призёром а в следующем сезоне — получил серебряную медаль. После ухода в киевское «Динамо» Николая Павлова и ряда ведущих футболистов (предлагали перейти в ряды динамовцев и Полунину в качестве «армейской службы», но тот отказался), команду возглавил немецкий специалист Бернд Штанге. Полунин стабильно играл за основной состав и был капитаном команды.
В 1996 году команду покинул Штанге, вслед за ним покинул клуб и Андрей. После «Днепра» были короткие периоды в киевском ЦСКА, «Кривбассе», и «Карпатах». Всего в чемпионатах Украины провёл 187 игр и забил 26 мячей.
В 1998 году Полунина пригласил играть клуб бундеслиги «Нюрнберг». Поначалу дела в новой команде складывались удачно. В первой же игре против «Гамбурга», забил дебютный гол — вышел один на один и переиграл вратаря соперников Бута. Отыграл все игры, кроме одной из-за травмы, имел хорошие отзывы в прессе. Но по ходу сезона сменился тренер. С новым наставником, Фриделем Раушем, у Андрея возникли разногласия, вследствие чего он оказался на скамейке запасных.
Желая иметь игровую практику, Полунин отправился по арендному соглашению в «Санкт-Паули», хотя условия там и были хуже, чем в предыдущем клубе. Здесь он играл с олимпийским чемпионом Сеула Юрием Савичевым, который помогал адаптироваться в новом клубе. Полунин вновь заиграл, провёл в сезоне 30 игр и забил 4 мяча. По окончании чемпионата, вернулся в «Нюрнберг», хотя в «Санкт-Паули» предлагали новый контракт. Но ситуация с нюрнбергским клубом не изменилась, а в «Санкт -Паули» дорога уже была закрыта. В результате, пришлось принимать вариант с клубом «Рот-Вайсс Эссен», выступавшем в региональной лиге, где футболист и провёл последние два года, после чего вернулся на Родину.

### Карьера в сборной
За сборную Украины сыграл 9 матчей, забил 1 гол.
Дебют 28 октября 1992 года в товарищеском матче со сборной Беларуси (1:1).
Свой последний матч за сборную Украины сыграл 11 ноября 1995 года против сборной Италии (1:3). Это был матч 4-й группы отборочного турнира X чемпионата Европы (1996). В матче отличился забитым голов в ворота Анджело Перуцци. До 2007 года являлся единственным игроком сборной Украины, сумевшим забить гол итальянской сборной.
| Матчи в составе сборной Украины по футболу | Матчи в составе сборной Украины по футболу | Матчи в составе сборной Украины по футболу | Матчи в составе сборной Украины по футболу | Матчи в составе сборной Украины по футболу | Матчи в составе сборной Украины по футболу | Матчи в составе сборной Украины по футболу | Матчи в составе сборной Украины по футболу | Матчи в составе сборной Украины по футболу | Матчи в составе сборной Украины по футболу | Матчи в составе сборной Украины по футболу | Матчи в составе сборной Украины по футболу | Матчи в составе сборной Украины по футболу |
| N                                          | №                                          | Дата                                       | Место                                      | Турнир                                     | Соперник                                   | Счёт                                       | Голы                                       | Минуты                                     | Замены                                     | Наказания                                  | Клуб                                       | Примечание                                 |
| ------------------------------------------ | ------------------------------------------ | ------------------------------------------ | ------------------------------------------ | ------------------------------------------ | ------------------------------------------ | ------------------------------------------ | ------------------------------------------ | ------------------------------------------ | ------------------------------------------ | ------------------------------------------ | ------------------------------------------ | ------------------------------------------ |
| 1                                          | 4                                          | 28.10.1992                                 | Беларусь, Минск, «Динамо»                  | Товарищеский матч                          | Беларусь                                   | 1 : 1                                      |                                            | 90                                         |                                            |                                            | «Днепр» (Днепропетровск)                   |                                            |
| 2                                          | 5                                          | 27.04.1993                                 | Украина, Одесса, «Центральный стадион ЧМП» | Товарищеский матч                          | Израиль                                    | 1 : 1                                      |                                            | 90                                         |                                            |                                            | «Днепр» (Днепропетровск)                   |                                            |
| 3                                          | 6                                          | 18.05.1993                                 | Литва, Вильнюс, «Жальгирис»                | Товарищеский матч                          | Литва                                      | 2 : 1                                      |                                            | 90                                         |                                            |                                            | «Днепр» (Днепропетровск)                   |                                            |
| 4                                          | 7                                          | 26.06.1993                                 | Хорватия, Загреб, «Максимир»               | Товарищеский матч                          | Хорватия                                   | 1 : 3                                      |                                            | 90                                         |                                            |                                            | «Днепр» (Днепропетровск)                   |                                            |
| 5                                          | 11                                         | 15.03.1994                                 | Израиль, Хайфа, «Кирьят-Элиэзер»           | Товарищеский матч                          | Израиль                                    | 0 : 1                                      |                                            | 90                                         |                                            |                                            | «Днепр» (Днепропетровск)                   |                                            |
| 6                                          | 16                                         | 11.09.1994                                 | Республика Корея, Каннын, «Каннын Стэдиум» | Товарищеский матч                          | Республика Корея                           | 0 : 1                                      |                                            | 90                                         |                                            |                                            | «Днепр» (Днепропетровск)                   |                                            |
| 7                                          | 17                                         | 13.09.1994                                 | Республика Корея, Сеул, «Тондэмун Стэдиум» | Товарищеский матч                          | Республика Корея                           | 0 : 2                                      |                                            | 90                                         |                                            |                                            | «Днепр» (Днепропетровск)                   |                                            |
| 8                                          | 25                                         | 11.10.1995                                 | Словения, Любляна, «Бежиград»              | Отборочный турнир чемпионата Европы 1996   | Словения                                   | 2 : 3                                      |                                            | 10                                         | 81'                                        |                                            | «Днепр» (Днепропетровск)                   |                                            |
| 9                                          | 26                                         | 11.11.1995                                 | Италия, Бари, «Сан-Никола»                 | Отборочный турнир чемпионата Европы 1996   | Италия                                     | 1 : 3                                      | 19′                                        | 90                                         |                                            |                                            | «Днепр» (Днепропетровск)                   |                                            |
| Итого:                                     | Итого:                                     | Итого:                                     | 9 игр; +1 =2 −6; голы 8:16 (−8)            | 9 игр; +1 =2 −6; голы 8:16 (−8)            | 9 игр; +1 =2 −6; голы 8:16 (−8)            | 9 игр; +1 =2 −6; голы 8:16 (−8)            | 1                                          | 730 мин.                                   | 730 мин.                                   |                                            |                                            |                                            |

### Дальнейшая карьера
После завершения активной карьеры, работал тренером-селекционером в «Кривбассе» (Кривой Рог). С 2007 по 2009 год занимал должность спортивного директора в ФК «Нефтяник-Укрнафта» (Ахтырка). Являлся президентом клуба «Нефтяник-Укрнафта».
Окончил Днепропетровский институт физкультуры (1993).

## Достижения
«Днепр»
- Чемпион СССР среди дублеров: 1991
- Вице-чемпион Чемпионата Украины: 1993
- Бронзовый призёр Чемпионата Украины (4): 1992, 1995, 1996, 1998

## Личная жизнь
Жена Елена, вместе воспитывают дочь Анну.